# Troughton-Waldfledermaus
Die Troughton-Waldfledermaus (Vespadelus troughtoni) ist eine Fledermaus in der Familie der Glattnasen, die im Osten Australiens vorkommt. Sie zählt zur in den 1990er Jahren neu anerkannten Gattung Vespadelus, die früher als Untergattung der Zwergfledermäuse (Pipistrellus) oder der Breitflügelfledermäuse (Eptesicus) gelistet wurde.

## Merkmale
Diese Fledermaus erreicht eine Kopf-Rumpf-Länge von 37 bis 43 mm, eine Schwanzlänge von 31 bis 38 mm, eine Unterarmlänge von 30 bis 37 mm sowie ein Gewicht von 4 bis 7 g. Das Fell hat überwiegend eine kastanienbraune Farbe, wobei die rötliche Tönung am Kopf verstärkt auftritt. Die Troughton-Waldfledermaus besitzt dunkelbraune Ohren und Flughäute. Sie unterscheidet sich von anderen Gattungsmitgliedern durch einen abweichenden Aufbau des männlichen Penis.

## Verbreitung
Das Verbreitungsgebiet der Troughton-Waldfledermaus ist ein breiter Streifen entlang der Küste Ostaustraliens von der Kap-York-Halbinsel bis in die Vororte von Sydney. Kleinere Populationen kommen auf zugehörigen Inseln sowie südlich von Canberra vor. Die Art hält sich in feuchten oder trockenen Wäldern auf und besucht felsige Gebiete mit verstreuten Bäumen oder Büschen.

## Lebensweise
Mehrere Exemplare ruhen gemeinsam unter überhängenden Klippen, in stillgelegten Bergwerken oder selten in Gebäuden. Manchmal werden Durchlässe unter Straßen oder verlassene Nester der Schwalbenart Petrochelidon ariel als Schlafplatz genutzt. Die Individuen können außerhalb der Paarungszeit den Ruheplatz und die Gruppe wechseln. Weibchen bilden vor der Geburt ihrer Nachkommen eigene Kolonien mit bis zu 500 Exemplaren, abseits der Männchen.
Die Troughton-Waldfledermaus jagt wie viele andere Fledermäuse mit Hilfe der Echoortung. Dabei ist die Frequenz der Rufe ein weiteres Unterscheidungsmerkmal zu anderen Gattungsmitgliedern.

## Status
Für die Art sind keine nennenswerten Bedrohungen bekannt. Sie wird von der IUCN als nicht gefährdet (Least Concern) gelistet.